# 第170回国会
第170回国会（だい170かいこっかい）は、2008年（平成20年）9月24日に召集された臨時国会である。会期は12月25日までの93日間（当初は11月30日までの68日間）。

## 概要
今国会の焦点は、首班指名後、8月末に発表した総合的な経済対策に基づく補正予算案、消費者庁の設置法案、新テロ対策特措法の期限延長などであった。

### 解散総選挙
今国会中に衆議院の解散・総選挙が行われるのではないかと予測されており、召集前から日程の憶測が流れていたが、麻生首相が「景気対策が重要。解散をしている場合ではない。」と述べたため当初の大方の予想とは裏腹に解散は先延ばしに。召集から1ヶ月以上経過した10月27日、首相は年内に解散しない意向を明らかにした。

## 各党・会派の議席数
2008年9月24日時点。
| - 自由民主党 - 303 - 民主党・無所属クラブ - 114 - 公明党 - 31 - 日本共産党 - 9 - 社会民主党・市民連合 - 7 - 国民新党・大地・無所属の会 - 7 - 各派に属しない議員 - 8 - 欠員 - 1 | - 民主党・新緑風会・国民新・日本 - 118 - 自由民主党 - 83 - 公明党 - 21 - 日本共産党 - 7 - 社会民主党・護憲連合 - 5 - 改革クラブ - 4 - 各派に属しない議員 - 4 |

## 成立した主な法律案等
- 新テロ特措法改正法案：2008年10月21日衆院可決、12月12日参院本会議で否決の後、同日午後の衆院本会議で再可決、成立。

その他詳細は第170回国会制定法律の一覧を参照されたい。

## 成立した主な法律
- 改正国籍法（2008年12月12日公布、2009年1月1日施行）
- 改正労働基準法（2008年12月12日公布、2010年4月1日施行）
- 改正テロ対策特別措置法（2008年12月16日公布、同日施行）

## 政府提出議案で継続審議となった法案
- 防衛省設置法の一部を改正する法案

## 今国会の動き

### 会期前
- 8月25日 - 政府・与党が会期を70日にすることを決定。公明党が「延長なし・2か月程度」の会期を主張し、3か月程度の会期を求める政府との折衷案として公明党側に折れる形で決まった。また、召集時期も自民党主張の9月上旬と公明党主張の9月下旬の間を取って9月12日とするなど、与党間の亀裂が浮かび上がった。
- 9月1日 - 福田康夫首相が辞任表明。これにより、当初12日に予定されていた召集は先送りされた。
- 9月8日 - 民主党代表選挙告示
- 9月10日 - 自民党総裁選挙告示（詳細は当該項目を参照）
- 9月19日 - 本国会の召集日を閣議決定。「平成二十年九月二十四日に、国会の臨時会を東京に召集する詔書」公布。
- 9月21日 - 民主党臨時党大会。民主党代表選挙は立候補者が小沢一郎のみであったため、承認をもって小沢が代表に再任される。
- 9月22日 - 自民党両院議員総会。自由民主党総裁選挙の投開票が行われ、麻生太郎が第23代総裁に就任。

### 召集後

#### 9月
- 24日 - 召集。
  - 午前の閣議で福田内閣が総辞職。
  - 衆議院で会期を11月30日までの68日間と議決（起立多数）。参議院では会期に関する議決をせず。
  - 両院で首班指名選挙が行われ、議決不一致による両院協議会を経て、自由民主党総裁の麻生太郎が第92代内閣総理大臣に選出。同日夜、皇居での内閣総理大臣の親任式、並びに、国務大臣及び内閣官房副長官の認証官任命式を経て麻生内閣が正式に発足。
- 25日～27日 - 国際連合総会に出席のため新首相が訪米。日本の総理大臣の出席は3年ぶり。
- 28日 - 中山成彬国交相が引責辞任。
- 29日 - 麻生太郎首相の所信表明演説。この演説で麻生は「日本を強くする」と表明する一方、「民主党」との対決を強調した。同日、金子一義国交相の国務大臣認証式、副大臣の認証式及び大臣政務官の辞令交付。

#### 10月
- 10月1日～2日 - 各会派の代表質問。
- 10月6日～10月7日 - 衆議院予算委員会での質疑。
- 10月21日 - インド洋における給油活動を1年延長する新テロ特措法改正案が衆議院本会議で可決、参議院に送付される。

#### 11月
- 11月11日 - 参議院外交防衛委員会に田母神俊雄前航空幕僚長を参考人として招致。論文問題に関する質疑応答を行う。
- 11月13日 - 同委員会において文民統制に関する集中審議が行われる。
- 11月28日 - 自民党の麻生首相と民主党の小沢代表による党首討論。本会議で今国会の会期を25日間延長する決議を行う。

#### 12月
- 12月12日 - 新テロ特措法改正法案が同日午後の衆院本会議において与党の賛成多数により再可決、成立する。
- 12月24日 - 野党が衆議院本会議に衆議院解散要求決議案を提出、自民党の渡辺喜美議員が造反。また野党は参議院本会議でも参議院審議権尊重決議を提出し可決。
- 12月25日 - 会期末。